# Litouwen op de Olympische Zomerspelen 2024
Litouwen nam deel aan de Olympische Zomerspelen 2024 in Parijs, Frankrijk.

## Medailleoverzicht
| Medaille | Naam                                                                  | Sport     | Onderdeel        | Datum           |
| -------- | --------------------------------------------------------------------- | --------- | ---------------- | --------------- |
| Zilver   | Mykolas Alekna                                                        | Atletiek  | Discuswerpen (m) | 7 augustus 2024 |
| Zilver   | Dominika Banevič                                                      | Breaking  | B-Girls (v)      | 9 augustus 2024 |
|          |                                                                       |           |                  |                 |
| Brons    | Viktorija Senkutė                                                     | Roeien    | Skiff (v)        | 3 augustus 2024 |
| Brons    | Šarūnas Vingelis Gintautas Matulis Aurelijus Pukelis Evaldas Džiaugys | Basketbal | 3x3 (m)          | 5 augustus 2024 |

## Aantal Deelnemers
Hieronder volgt een overzicht van de atleten die zich kwalificeerden voor de Olympische Zomerspelen van 2024.
| Sport            | Mannen | Vrouwen | Totaal |
| ---------------- | ------ | ------- | ------ |
| Atletiek         | 4      | 7       | 11     |
| Basketbal        | 4      | 0       | 4      |
| Breaking         | 0      | 1       | 1      |
| Gymnastiek       | 1      | 0       | 1      |
| Kanovaren        | 5      | 0       | 5      |
| Moderne vijfkamp | 0      | 2       | 2      |
| Paardensport     | 1      | 1       | 2      |
| Roeien           | 3      | 5       | 8      |
| Volleybal        | 0      | 2       | 2      |
| Wielersport      | 1      | 2       | 3      |
| Worstelen        | 2      | 1       | 3      |
| Zeilen           | 1      | 1       | 2      |
| Zwemmen          | 5      | 2       | 7      |
| Totaal           | 27     | 24      | 51     |

## Deelnemers en resultaten

### Atletiek

#### Loopnummers
Vrouwen
| atleet              | onderdeel | voorronde | voorronde | series     | series | herkansingen | herkansingen | halve finale   | halve finale   | finale         | finale         |
| atleet              | onderdeel | tijd      | rang      | tijd       | rang   | tijd         | rang         | tijd           | rang           | tijd           | rang           |
| ------------------- | --------- | --------- | --------- | ---------- | ------ | ------------ | ------------ | -------------- | -------------- | -------------- | -------------- |
| Modesta Morauskaitė | 400 m     | n.v.t.    | n.v.t.    | 52,00 SB   | 8 H    | 51,33 SB     | 4            | niet geplaatst | niet geplaatst | niet geplaatst | niet geplaatst |
| Gabija Galvydytė    | 800 m     | n.v.t.    | n.v.t.    | 1.59,18 PB | 4 H    | 2.00,66      | 4            | niet geplaatst | niet geplaatst | niet geplaatst | niet geplaatst |

#### Technische nummers
Mannen
| atleet            | onderdeel    | kwalificaties | kwalificaties | finale         | finale         |
| atleet            | onderdeel    | afstand       | rang          | afstand        | rang           |
| ----------------- | ------------ | ------------- | ------------- | -------------- | -------------- |
| Martynas Alekna   | discuswerpen | 58,66 m       | 28            | niet geplaatst | niet geplaatst |
| Mykolas Alekna    | discuswerpen | 67,47 m       | 1 Q           | 69,97 m OR     | 2 [ 1 ]        |
| Andrius Gudžius   | discuswerpen | 64,07 m       | 10 Q          | 66,55 m        | 8              |
| Edis Matusevičius | speerwerpen  | 79,40 m       | 21            | niet geplaatst | niet geplaatst |

Vrouwen
| atleet            | onderdeel        | kwalificaties | kwalificaties | finale         | finale         |
| atleet            | onderdeel        | afstand       | rang          | afstand        | rang           |
| ----------------- | ---------------- | ------------- | ------------- | -------------- | -------------- |
| Ieva Gumbs        | discuswerpen     | 60,37 m       | 22            | niet geplaatst | niet geplaatst |
| Dovilė Kilty      | hinkstapspringen | 13,64 m       | 25            | niet geplaatst | niet geplaatst |
| Diana Zagainova   | hinkstapspringen | 12,86 m       | 30            | niet geplaatst | niet geplaatst |
| Airinė Palšytė    | hoogspringen     | 1,88 m        | 15            | niet geplaatst | niet geplaatst |
| Liveta Jasiūnaitė | speerwerpen      | 58,35 m       | 25            | niet geplaatst | niet geplaatst |

### Basketbal

#### 3x3
Mannen
| Olympiër                                                              | Discipline | Resultaat | Prestatie |
| --------------------------------------------------------------------- | ---------- | --------- | --------- |
| Evaldas Džiaugys Gintautas Matulis Aurelijus Pukelis Šarūnas Vingelis | 3x3        | Brons     | zie onder |

| Pos | Team             | Wed | W | V | Ptn | PV  | PT  | +/− | Kwalificatie  |
| --- | ---------------- | --- | - | - | --- | --- | --- | --- | ------------- |
| 1   | Letland          | 7   | 7 | 0 | 14  | 147 | 103 | +44 | Halve finales |
| 2   | Nederland        | 7   | 5 | 2 | 12  | 133 | 112 | +21 | Halve finales |
| 3   | Litouwen         | 7   | 4 | 3 | 11  | 134 | 125 | +9  | Play-in       |
| 4   | Servië           | 7   | 4 | 3 | 11  | 129 | 123 | +6  | Play-in       |
| 5   | Frankrijk (G)    | 7   | 3 | 4 | 10  | 131 | 132 | −1  | Play-in       |
| 6   | Polen            | 7   | 2 | 5 | 9   | 116 | 139 | −23 | Play-in       |
| 7   | Verenigde Staten | 7   | 2 | 5 | 9   | 116 | 138 | −22 |               |
| 8   | China            | 7   | 1 | 6 | 8   | 107 | 141 | −34 |               |

| Ronde          | Datum           | Tijd  | Land      | Score   | Land             |  |
| -------------- | --------------- | ----- | --------- | ------- | ---------------- |  |
| groepsfase     | 30 juli 2024    | 18:35 | Litouwen  | 14 - 21 | Letland          |  |
| groepsfase     | 31 juli 2024    | 22:05 | Litouwen  | 20 - 21 | Frankrijk        |  |
| groepsfase     | 1 augustus 2024 | 13:25 | Polen     | 12 - 21 | Litouwen         |  |
| groepsfase     | 1 augustus 2024 | 19:05 | Litouwen  | 20 - 18 | Verenigde Staten |  |
| groepsfase     | 2 augustus 2024 | 10:05 | Litouwen  | 21 - 16 | China            |  |
| groepsfase     | 2 augustus 2024 | 13:25 | Nederland | 19 - 18 | Litouwen         |  |
| groepsfase     | 4 augustus 2024 | 18:35 | Servië    | 18 - 20 | Litouwen         |  |
|                |                 |       |           |         |                  |  |
| kwartfinale    | 4 augustus 2025 | 21:30 | Litouwen  | 21 - 15 | Polen            |  |
|                |                 |       |           |         |                  |  |
| halve finale   | 5 augustus 2024 | 18:00 | Nederland | 20 - 9  | Litouwen         |  |
|                |                 |       |           |         |                  |  |
| bronzen finale | 5 augustus 2024 | 21:30 | Letland   | 18 - 21 | Litouwen         |  |

### Breaking
Vrouwen
| Atleet           | Nickname | Onderdeel | Kwalificatie | Kwalificatie | Kwartfinale            | Halve finale           | Finale / BM            | Finale / BM |
| Atleet           | Nickname | Onderdeel | Punten       | Rang         | Tegenstander Resultaat | Tegenstander Resultaat | Tegenstander Resultaat | Rang        |
| ---------------- | -------- | --------- | ------------ | ------------ | ---------------------- | ---------------------- | ---------------------- | ----------- |
| Dominika Banevič | Nicka    | B-Girls   | 42           | 1 Q          | Ying Zi W 3 - 0        | 671 W 2 - 1            | Ami V 0 - 3            | Zilver      |

### Gymnastiek

#### Turnen
Mannen
| atleet          | onderdeel | kwalificatie | kwalificatie | kwalificatie | kwalificatie | kwalificatie | kwalificatie | kwalificatie | kwalificatie | finale  | finale  | finale  | finale  | finale         | finale         | finale | finale         |
| atleet          | onderdeel | toestel      | toestel      | toestel      | toestel      | toestel      | toestel      | totaal       | positie      | toestel | toestel | toestel | toestel | toestel        | toestel        | totaal | positie        |
| atleet          | onderdeel | vloer        | voltige      | ringen       | sprong       | brug         | rekstok      | totaal       | positie      | vloer   | voltige | ringen  | sprong  | brug           | rekstok        | totaal | positie        |
| --------------- | --------- | ------------ | ------------ | ------------ | ------------ | ------------ | ------------ | ------------ | ------------ | ------- | ------- | ------- | ------- | -------------- | -------------- | ------ | -------------- |
| Robert Tvorogal | brug      | n.v.t.       | n.v.t.       | n.v.t.       | n.v.t.       | 13.166       | n.v.t.       | n.v.t.       | 55           | n.v.t.  | n.v.t.  | n.v.t.  | n.v.t.  | niet geplaatst | n.v.t.         | n.v.t. | niet geplaatst |
| Robert Tvorogal | rekstok   | n.v.t.       | n.v.t.       | n.v.t.       | n.v.t.       | n.v.t.       | 13.833       | n.v.t.       | 18           | n.v.t.  | n.v.t.  | n.v.t.  | n.v.t.  | n.v.t.         | niet geplaatst | n.v.t. | niet geplaatst |

### Kanovaren

#### Sprint
Mannen
| atlete                                                             | onderdeel  | series  | series | kwartfinale | kwartfinale | halve finale   | halve finale   | finale         | finale         |
| atlete                                                             | onderdeel  | tijd    | rang   | tijd        | rang        | tijd           | rang           | tijd           | rang           |
| ------------------------------------------------------------------ | ---------- | ------- | ------ | ----------- | ----------- | -------------- | -------------- | -------------- | -------------- |
| Andrej Olijnik                                                     | K-1 1000 m | 3.38,02 | 4 KF   | 3.36,72     | 4           | niet geplaatst | niet geplaatst | niet geplaatst | niet geplaatst |
| Mindaugas Maldonis Andrej Olijnik                                  | K-2 500 m  | 1.31,27 | 4 KF   | 1.30,30     | 5           | niet geplaatst | niet geplaatst | niet geplaatst | niet geplaatst |
| Simonas Maldonis Mindaugas Maldonis Ignas Navakauskas Artūras Seja | K-4 500 m  | 1.21,51 | 3 KF   | 1.21,09     | 6 HF        | 1.21,27        | 3 FA           | 1.21,13        | 5              |

### Moderne vijfkamp
| atlete                | onderdeel | onderdeel    | schermen (degen) | schermen (degen) | schermen (degen) | schermen (degen) | zwemmen (200 m vrije slag) | zwemmen (200 m vrije slag) | zwemmen (200 m vrije slag) | paardrijden (springen) | paardrijden (springen) | paardrijden (springen) | combinatie: schieten/lopen (10 m luchtpistool)/(3200 m) | combinatie: schieten/lopen (10 m luchtpistool)/(3200 m) | combinatie: schieten/lopen (10 m luchtpistool)/(3200 m) | totaal punten | rang |
| atlete                | onderdeel | onderdeel    | RR               | BR               | rang             | punten           | tijd                       | rang                       | punten                     | strafpunten            | rang                   | punten                 | tijd                                                    | rang                                                    | punten                                                  | totaal punten | rang |
| --------------------- | --------- | ------------ | ---------------- | ---------------- | ---------------- | ---------------- | -------------------------- | -------------------------- | -------------------------- | ---------------------- | ---------------------- | ---------------------- | ------------------------------------------------------- | ------------------------------------------------------- | ------------------------------------------------------- | ------------- | ---- |
| Laura Asadauskaitė    | vrouwen   | halve finale | 16-9             | 0                | 14               | 205              | 2.23,71                    | 15                         | 263                        | 9                      | 10                     | 291                    | 11.10,90                                                | 1                                                       | 630                                                     | 1389          | 9 Q  |
| Laura Asadauskaitė    | vrouwen   | finale       | 16-19            | 2                | 14               | 207              | 2.24,52                    | 17                         | 261                        | 7                      | 13                     | 293                    | 11.32,07                                                | 13                                                      | 608                                                     | 1369          | 16   |
| Gintarė Venčkauskaitė | vrouwen   | halve finale | 16-19            | 0                | 10               | 205              | 2.19,15                    | 11                         | 272                        | 0                      | 1                      | 300                    | 11.25,30                                                | 4                                                       | 615                                                     | 1392          | 6 Q  |
| Gintarė Venčkauskaitė | vrouwen   | finale       | 16-19            | 0                | 16               | 205              | 2.18,16                    | 12                         | 274                        | 0                      | 2                      | 300                    | 11.00,31                                                | 4                                                       | 640                                                     | 1419          | 7    |

### Paardensport

#### Dressuur
| ruiter            | paard | onderdeel   | Grand Prix | Grand Prix | Grand Prix Special | Grand Prix Special | Grand Prix Freestyle | Grand Prix Freestyle | totaal         | totaal         |
| ruiter            | paard | onderdeel   | score      | rang       | score              | rang               | technisch            | artistiek            | uitslag        | rang           |
| ----------------- | ----- | ----------- | ---------- | ---------- | ------------------ | ------------------ | -------------------- | -------------------- | -------------- | -------------- |
| Justina Vanagaitė | Nabab | individueel | 69,208     | 38         |                    |                    | niet geplaatst       | niet geplaatst       | niet geplaatst | niet geplaatst |

#### Eventing
In januari kwalificeerde Litouwen met Aistis Vitkauskas 1 eventingruiter. Hij moest echter nog voldoen aan enkele minimumeisen voor een definitieve selectie. Wegens "gevaarlijk rijden" slaagde hij hier niet in en werd zijn plaats doorgegeven aan Tsjechië.

#### Jumping
| ruiter           | paard   | onderdeel   | kwalificatie | kwalificatie | finale         | finale         | finale         |
| ruiter           | paard   | onderdeel   | strafpunten  | rang         | strafpunten    | tijd           | rang           |
| ---------------- | ------- | ----------- | ------------ | ------------ | -------------- | -------------- | -------------- |
| Andrius Petrovas | Lincoln | individueel | opgave       | opgave       | niet geplaatst | niet geplaatst | niet geplaatst |

### Roeien
Mannen
| atleet                               | onderdeel   | series  | series | herkansingen | herkansingen | kwartfinale | kwartfinale | halve finale | halve finale | finale  | finale |
| atleet                               | onderdeel   | tijd    | rang   | tijd         | rang         | tijd        | rang        | tijd         | rang         | tijd    | rang   |
| ------------------------------------ | ----------- | ------- | ------ | ------------ | ------------ | ----------- | ----------- | ------------ | ------------ | ------- | ------ |
| Giedrius Bieliauskas                 | skiff       | 7.00,96 | 3 KF   | bye          | bye          | 6.51,80     | 2 HA/B      | 7.09,29      | 6 FB         | 6.56,39 | 10     |
| Dovydas Stankūnas Domantas Stankūnas | twee-zonder | 6.44,59 | 3 HA/B | bye          | bye          | n.v.t.      | n.v.t.      | 6.43,60      | 5 FB         | 6.25,94 | 8      |

Vrouwen
| atleet                              | onderdeel   | series  | series | herkansingen | herkansingen | kwartfinale    | kwartfinale    | halve finale   | halve finale   | finale         | finale         |
| atleet                              | onderdeel   | tijd    | rang   | tijd         | rang         | tijd           | rang           | tijd           | rang           | tijd           | rang           |
| ----------------------------------- | ----------- | ------- | ------ | ------------ | ------------ | -------------- | -------------- | -------------- | -------------- | -------------- | -------------- |
| Viktorija Senkutė                   | skiff       | 7.30,01 | 1 KF   | bye          | bye          | 7.33,35        | 1 HA/B         | 7.19,15        | 2 FA           | 7.20,85        | Brons          |
| Dovilė Rimkutė Donata Karalienė     | dubbel-twee | 6.59,62 | 4 H    | 7.15,00      | 4            | niet geplaatst | niet geplaatst | niet geplaatst | niet geplaatst | niet geplaatst | niet geplaatst |
| Ieva Adomavičiūtė Kamilė Kralikaitė | twee-zonder | 7.22,53 | 2 HA/B | bye          | bye          | n.v.t.         | n.v.t.         | 7.19,27        | 3 FA           | 7.05,34        | 5              |

Legenda: FA=finale A (medailles); FB=finale B (geen medailles); FC=finale C (geen medailles); FD=finale D (geen medailles); FE=finale E (geen medailles); FF=finale F (geen medailles); HA/B=halve finale A/B; HC/D=halve finale C/D; HE/F=halve finale E/F; KF=kwartfinale; H=herkansing

### Volleybal

#### Beachvolleybal
| atleten                          | onderdeel | eerste ronde                       | eerste ronde                    | eerste ronde                   | eerste ronde | tussenronde          | achtste finale       | kwartfinale          | halve finale         | finale / BM          | finale / BM    |
| atleten                          | onderdeel | tegenstander uitslag               | tegenstander uitslag            | tegenstander uitslag           | stand        | tegenstander uitslag | tegenstander uitslag | tegenstander uitslag | tegenstander uitslag | tegenstander uitslag | rang           |
| -------------------------------- | --------- | ---------------------------------- | ------------------------------- | ------------------------------ | ------------ | -------------------- | -------------------- | -------------------- | -------------------- | -------------------- | -------------- |
| Monika Paulikienė Ainė Raupelytė | vrouwen   | Stam - Raïsa Schoon V 19-21, 17-21 | Salgado - Seixas V 13-21, 14-21 | Hasegawa - Ishii V 11-21, 5-21 | 4            | niet geplaatst       | niet geplaatst       | niet geplaatst       | niet geplaatst       | niet geplaatst       | niet geplaatst |

### Wielersport

#### Baanwielrennen
Keirin
| atleet           | onderdeel       | ronde 1 | herkansing | kwartfinale    | halve finale   | finale         |
| atleet           | onderdeel       | rang    | rang       | rang           | rang           | rang           |
| ---------------- | --------------- | ------- | ---------- | -------------- | -------------- | -------------- |
| Vasilijus Lendel | keirin (mannen) | 5 H     | 4          | niet geplaatst | niet geplaatst | niet geplaatst |

Omnium
| atleet            | onderdeel        | scratchrace | scratchrace | temporace | temporace | afvalrace | afvalrace | puntenrace | puntenrace | totaal punten | rang |
| atleet            | onderdeel        | rang        | punten      | rang      | punten    | rang      | punten    | rang       | punten     | totaal punten | rang |
| ----------------- | ---------------- | ----------- | ----------- | --------- | --------- | --------- | --------- | ---------- | ---------- | ------------- | ---- |
| Olivija Baleišytė | omnium (vrouwen) | 7           | 28          | 14        | 14        | 13        | 16        | 7          | 22         | 11            | 80   |

Sprint
| atleet           | onderdeel       | kwalificaties | kwalificaties | ronde 1              | herkansing 1         | ronde 2              | herkansing 2         | ronde 3              | herkansing 3         | kwartfinale          | halve finale         | finale/BM            | finale/BM      |
| atleet           | onderdeel       | tijd          | rang          | tegenstander uitslag | tegenstander uitslag | tegenstander uitslag | tegenstander uitslag | tegenstander uitslag | tegenstander uitslag | tegenstander uitslag | tegenstander uitslag | tegenstander uitslag | rang           |
| ---------------- | --------------- | ------------- | ------------- | -------------------- | -------------------- | -------------------- | -------------------- | -------------------- | -------------------- | -------------------- | -------------------- | -------------------- | -------------- |
| Vasilijus Lendel | sprint (mannen) | 9,581         | 19 Q          | Hoogland V 10,055    | Sahrom Dakin W 9,824 | Richardson V 10,339  | Turnbull V 10,111    | niet geplaatst       | niet geplaatst       | niet geplaatst       | niet geplaatst       | niet geplaatst       | niet geplaatst |

#### Wegwielrennen
Vrouwen
| atleet         | onderdeel    | tijd    | rang |
| -------------- | ------------ | ------- | ---- |
| Rasa Leleivytė | wegwedstrijd | 4.04.23 | 20   |

### Worstelen

#### Grieks-Romeinse stijl
Mannen
| atleet               | onderdeel | eerste ronde         | kwartfinale          | halve finale         | herkansing           | finale / BM          | finale / BM    |
| atleet               | onderdeel | tegenstander uitslag | tegenstander uitslag | tegenstander uitslag | tegenstander uitslag | tegenstander uitslag | rang           |
| -------------------- | --------- | -------------------- | -------------------- | -------------------- | -------------------- | -------------------- | -------------- |
| Mindaugas Venckaitis | −97 kg    | Dzhuzupbekov V 1 - 5 | niet geplaatst       | niet geplaatst       | niet geplaatst       | niet geplaatst       | niet geplaatst |
| Mantas Knystautas    | −130 kg   | Assad W 9 - 0        | Linghze V 1 - 1      | niet geplaatst       | niet geplaatst       | niet geplaatst       | niet geplaatst |

#### Vrije stijl
Vrouwen
| atlete        | onderdeel | eerste ronde         | kwartfinale          | halve finale         | herkansing           | finale / BM          | finale / BM    |
| atlete        | onderdeel | tegenstander uitslag | tegenstander uitslag | tegenstander uitslag | tegenstander uitslag | tegenstander uitslag | rang           |
| ------------- | --------- | -------------------- | -------------------- | -------------------- | -------------------- | -------------------- | -------------- |
| Gabija Dilytė | −50 kg    | Cardozo W 6 - 0F     | Guzmán V 0 - 10      | niet geplaatst       | niet geplaatst       | niet geplaatst       | niet geplaatst |

### Zeilen
Mannen
| Rytis Jasiūnas | IQFoil | 16 | 19 | 20 | 12 | 21 | 12 | 4 | 14 | 2 | 20 | 17 | 12 | 17 | geannuleerd | geannuleerd | geannuleerd | geannuleerd | geannuleerd | geannuleerd | geannuleerd | 146 | 17 | niet geplaatst | niet geplaatst | niet geplaatst | niet geplaatst | niet geplaatst | niet geplaatst | niet geplaatst | niet geplaatst | niet geplaatst | niet geplaatst | niet geplaatst | niet geplaatst | niet geplaatst | niet geplaatst | niet geplaatst | niet geplaatst |

Vrouwen
| atlete              | onderdeel | race | race | race | race | race | race | race | race | race | race        | race   | race   | race           | netto punten | eindnotering |
| atlete              | onderdeel | 1    | 2    | 3    | 4    | 5    | 6    | 7    | 8    | 9    | 10          | 11     | 12     | M              | netto punten | eindnotering |
| ------------------- | --------- | ---- | ---- | ---- | ---- | ---- | ---- | ---- | ---- | ---- | ----------- | ------ | ------ | -------------- | ------------ | ------------ |
| Viktorija Andrulytė | ILCA 6    | 40,2 | 5    | 36   | 26   | 32   | 33   | 31   | 27   | 6    | geannuleerd | n.v.t. | n.v.t. | niet geplaatst | 196          | 31           |

### Zwemmen
Mannen
| Atleet                                                         | Onderdeel          | Series  | Series | Halve finale   | Halve finale   | Finale         | Finale         |
| Atleet                                                         | Onderdeel          | Tijd    | Rang   | Tijd           | Rang           | Tijd           | Rang           |
| -------------------------------------------------------------- | ------------------ | ------- | ------ | -------------- | -------------- | -------------- | -------------- |
| Danas Rapšys                                                   | 100 m vrije slag   | 48,53   | 20     | Niet geplaatst | Niet geplaatst | Niet geplaatst | Niet geplaatst |
| Danas Rapšys                                                   | 200 m vrije slag   | 1.45,91 | 2 Q    | 1.45,48        | 6 Q            | 1.45,46        | 5              |
| Danas Rapšys                                                   | 400 m vrije slag   | 3.46,27 | 10     | n.v.t.         | n.v.t.         | Niet geplaatst | Niet geplaatst |
| Andrius Šidlauskas                                             | 100 m schoolslag   | 1.00,29 | 20     | Niet geplaatst | Niet geplaatst | Niet geplaatst | Niet geplaatst |
| Aleksas Savickas                                               | 200 m schoolslag   | 2.11,53 | 19     | Niet geplaatst | Niet geplaatst | Niet geplaatst | Niet geplaatst |
| Danas Rapšys Tomas Navikonis Tomas Lukminas Andrius Šidlauskas | 4x200 m vrije slag | 7.16,61 | 15     | n.v.t.         | n.v.t.         | niet geplaatst | niet geplaatst |

Vrouwen
| atleet              | onderdeel        | series  | series | halve finale | halve finale | finale         | finale         |
| atleet              | onderdeel        | tijd    | rang   | tijd         | rang         | tijd           | rang           |
| ------------------- | ---------------- | ------- | ------ | ------------ | ------------ | -------------- | -------------- |
| Rūta Meilutytė      | 100 m schoolslag | 1.06,34 | 10 Q   | 1.06,89      | 11           | niet geplaatst | niet geplaatst |
| Kotryna Teterevkova | 100 m schoolslag | 1:06.76 | 15 Q   | 1.07,48      | 16           | niet geplaatst | niet geplaatst |
| Kotryna Teterevkova | 200 m schoolslag | 2.24,59 | 10 Q   | 2.23,42      | 7 Q          | 2.23,75        | 5              |